# 乌尔莎·博加塔伊
乌尔莎·博加塔伊（英語：Urša Bogataj，1995年3月7日—），斯洛文尼亚女子跳台滑雪运动员。她曾代表参加2018年和2022年冬季奥林匹克运动会跳台滑雪比赛，获得二枚金牌。